# Беляев, Вадим Станиславович
Вади́м Станисла́вович Беля́ев (род. 28 мая 1966, Москва) — российский финансист и предприниматель. Был основателем и крупнейшим акционером финансовой группы «Открытие» до 2017 года.

## Биография
Родился 28 мая 1966 года в Москве в семье доктора химических наук С. А. Вольфсона (род. 1935) и Н. М. Беляевой (в дев. Фидельман).

### Образование
В 1989 году окончил Московский институт радиотехники, электроники и автоматики, факультет электронно-оптической техники по специальности «Электроакустика и ультразвуковая техника».
В 1995 году окончил Институт переподготовки и повышения квалификации (ИППК) кадров по финансово-банковским специальностям Финансовой академии при Правительстве Российской Федерации.
Получил квалификацию специалиста по международным рынкам капитала, выданный Королевским институтом ценных бумаг и инвестиций Великобритании.

### Трудовая деятельность
После окончания института в 1989 году три года проработал по распределению инженером в Главном вычислительном центре Министерства судостроительной промышленности, затем программистом в частной компании.
В начале 1990-х увлекся бизнесом: первые попытки были неудачны, а с 1992 года Беляев занимается рынком ценных бумаг, в частности, скупкой ваучеров.
В 1993 году с товарищем создал компанию "Объединенный фонд «Ценные бумаги», которая занималась скупкой ваучеров у физлиц.
В этот период компания и сам Беляев сотрудничали с московским офисом итальянской телекоммуникационной компании «Italtel», которым с 1992 года руководил приятель Беляева Вадим Полев. «Italtel» в то время скупала ваучеры для участия в приватизации «Ростелекома», для чего была привлечена компания Беляева.
В 1993 году был приглашен в «Аура-банк» возглавить отдел ценных бумаг. По словам самого Беляева, в банк он попал благодаря бывшему министру финансов СССР Владимиру Раевскому, который занимал должность вице-президента банка и, кроме того, был вице-президентом Вольного экономического общества России.
В 1994 году банк сменил название на «Московский Нефтехимический Банк», а Беляева повысили до заместителя председателя правления «Московского нефтехимического банка».
В 1995 году совместно с итальянскими менеджерами, выходцами из «Italtel», Беляев организует инвестиционную компанию «ВЭО-Инвест» (ВЭО = «Вольное экономическое общество»). Компания первоначально занималась инвестициями в региональные телекоммуникационные активы. Доля Беляева в компании исходно составляла 10 %.
В 1997 году занял пост генерального директора «ВЭО-Инвест». Сфера интересов компании расширилась — она занималась брокерскими услугами, консультированием.
В результате кризиса 1998 года, больно ударившего по компании, итальянские партнеры решили выйти из учредителей «ВЭО-Инвест», и Беляев стал её 100 % собственником.
В 2001 году произошло слияние компаний «ВЭО-Инвест» и крупного интернет-брокера «БК Открытие». Беляев заплатил миллион долларов и стал владельцем 75 процентов объединённой компании — «ВЭО-Открытие».
В 2004 году партнером Беляева стал Борис Минц. Компания «ВЭО-Открытие» была реорганизована, создано ООО "Инвестиционная группа «Открытие», генеральным директором которой стал Беляев, а председателем совета директоров — Минц. Компания совершила резкий рывок и превратилась из брокерской фирмы в крупного системного игрока.
Последние годы (2017—2023) Вадим Беляев находится за границей.
В феврале 2020 года «финансовая группа Открытие» подала заявление в суд о признании себя банкротом.

### Деятельность в области культуры
В 2009 году основал кинокомпанию «Organic Films», выпустившую фильмы «О чём говорят мужчины» и «Шапито-шоу».

### Судебное преследование
В июле 2019 г. «Банк России», как только сообщил об окончании санации «Открытия», сразу же подал иск к бывшему руководству банка и «Открытие холдингу», владевшему 53 % акций банка, предъявив им упущенную выгоду от потраченных на санацию средств. Ответчиком, в числе прочих, стал основатель и крупнейший совладелец банка Вадим Беляев.
В сентябре 2020 г. банки «Траст» и «ФК Открытие» подали иск к основателю группы «Открытие» Вадиму Беляеву в Нью-Йорке. Истец утверждает, что Беляев, используя «неофициальный периметр группы», вывел на принадлежащие ему компании как минимум 100 млрд рублей.
В сентябре 2020 года Арбитражный суд города Москва удовлетворил иск Банка России в размере 289,5 млрд рублей к экс-совладельцам и топ-менеджерам «Открытия».
В августе 2021 года банк «Траст» подал иск в московский Арбитражный суд на сумму 156,6 млрд руб.
В феврале 2024 года Вадим Беляев (Вольфсон) был арестован в США в рамках уголовного дела против главы ВТБ Андрея Костина за нарушение санкционного режима. Власти страны заявили что Беляев помогал Костину содержать недвижимость в городе Аспен стоимостью 12 млн долларов, скрывая, что имущество принадлежит Костину.
28 августа заочно арестован властями России в связи с обвинением в мошенничестве (ч. 4 ст. 159 УК РФ).

## Семья
До 2009 года был женат на актрисе Амалии Мордвиновой.
Имеет троих детей, проживающих с матерью в городе Нью-Йорк.

## Награды и звания
- Дважды был удостоен звания «Инвестиционный банкир года». На протяжении нескольких лет входит в «Тысячу лучших российских менеджеров» по версии газеты «Коммерсантъ»[4].